# 3096 Bezruč
3096 Bezruč là một tiểu hành tinh vành đai chính với chu kỳ quỹ đạo là 1592.2594254 ngày (4.36 năm).
Nó được phát hiện ngày 28 tháng 8 năm 1981.